# Мала Нуса
Мала Ну́са (рос. Малая Нуса, марій. Нуса) — присілок у складі Марі-Турецького району Марій Ел, Росія. Входить до складу Марійського сільського поселення.

## Населення
Населення — 22 особи (2010; 24 у 2002).
Національний склад (станом на 2002 рік):
- татари — 100 %